# Veaceslav Gojan
Veaceslav Gojan (Briceni, 18 de maio de 1983) é um boxista moldávio que representou seu país nos Jogos Olímpicos de Verão de 2008, realizados em Pequim, na República Popular da China. Competiu na categoria galo onde conseguiu a medalha de bronze após perder nas semifinais para o mongol Enkhbatyn Badar-Uugan.